# Hautes-Duyes
Hautes-Duyes település Franciaországban, Alpes-de-Haute-Provence megyében. Lakosainak száma 50 fő (2022. január 1.). Hautes-Duyes Authon, Le Castellard-Mélan, La Robine-sur-Galabre és Thoard községekkel határos.

## Népesség
A település népességének változása:
| Lakosok száma | 28   | 33   | 29   | 32   | 42   | 42   | 43   | 45   | 45   | 50   |
|               | 1968 | 1982 | 1990 | 2006 | 2013 | 2015 | 2017 | 2019 | 2020 | 2022 |